# Sylvain Grysolle
Sylvain Grysolle, né le 12 décembre 1915 à Wichelen et mort le 19 janvier 1985 à Alost, est un coureur cycliste belge. Professionnel de 1935 à 1950, il a notamment remporté la Flèche wallonne en 1941 et le Tour des Flandres en 1945.

## Palmarès
- 1935
  - Coupe Sels
- 1936
  - Coupe Sels
  - Bruxelles-Bellaire
  - Gand-Anvers
  - 2e du Grand Prix de Zwevegem
  - 3e de Paris-Boulogne-sur-Mer
  - 9e de Paris-Roubaix
- 1937
  - Grand Prix de l'Escaut
  - Grand Prix de Zottegem
  - 2e d'Anvers-Gand-Anvers
  - 2e du Grand Prix de Zwevegem
- 1938
  - Championnat des Flandres
  - Circuit des régions flamandes
  - 2e du Circuit du Morbihan
  - 2e du Circuit de Flandre centrale
  - 2e du Grand Prix de Zwevegem
  - 8e de Paris-Roubaix
- 1939
  - 4e, 17eb, 18e et 19e étapes du Tour d'Allemagne
  - 2e étape du Tour de Belgique
  - 3e du Grand Prix de la ville de Vilvorde
  - 3e du Circuit des régions flamandes
  - 6e de Paris-Roubaix
- 1940
  - 2e du Grand Prix de la ville de Vilvorde
  - 2e du Circuit de Belgique
  - 3e du Grote Prijs Dr. Eugeen Roggeman
- 1941
  - Flèche wallonne
  - 2e du Grand Prix de Zottegem
- 1942
  - 3e du Grand Prix du 1er mai
  - 3e du Grand Prix de Zottegem
- 1944
  - Grand Prix du 1er mai
  - 2e étape du Circuit de Belgique
    - 3e au classement général

  - 2e du Tour du Limbourg
- 1945
  - Tour des Flandres
  - 1re étape du Tour de Belgique
  - Championnat des Flandres
  - 2e du Tour de Belgique
- 1946
  - Tour des onze villes
  - 2e de Paris-Bruxelles
  - 3e de la Gullegem Koerse
- 1947
  - 1re étape secteur b du GP Prior
- 1948
  - Circuit Het Volk
- 1949
  - 2e de Bruxelles-Izegem